# ليام تيسون
ليام تيسون (بالإنجليزية: Liam Tyson)‏ هو عازف قيثارة بريطاني، ولد في 7 سبتمبر 1969 في ليفربول في المملكة المتحدة.

## وصلات خارجية
- ليام تيسون على موقع ميوزك برينز (الإنجليزية)